# Chrioloba
Chrioloba là một chi bướm đêm thuộc họ Geometridae.